# István Csáky

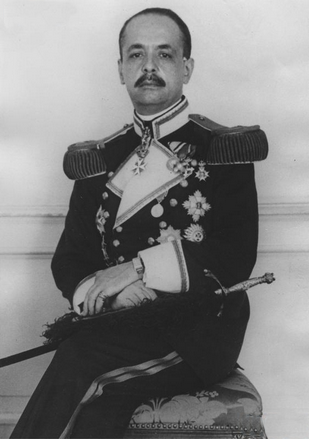
István Csáky

Graaf István Csáky de Körösszeg et Adorján (Segesvár, 14 juli 1894 - Boedapest, 27 januari 1941) was een Hongaars politicus die van 1938 tot aan zijn dood in 1941 Hongaars minister van Buitenlandse Zaken was. 

## Biografie
Hij stamde uit het adelsgeslacht Csáky en studeerde staatswetenschappen in Boedapest en studeerde vervolgens aan de Consulaire Academie in Wenen. In 1919 werd hij actief als diplomaat voor Hongarije. Na afloop van de Eerste Wereldoorlog nam hij deel aan de vredesonderhandelingen die tot het Verdrag van Trianon leidden. Daarna was hij actief op de Hongaarse ambassades bij de Heilige Stoel, in Boekarest, Madrid en Lissabon en oefende ook verschillende functies uit op het ministerie van Buitenlandse Zaken in Boedapest. Hij was bevriend met Benito Mussolini en klom op tot kabinetschef van buitenlandminister Kálmán Kánya. Als officieel waarnemer voor Hongarije nam hij in 1938 deel aan de onderhandelingen van het Verdrag van München en was lid van de Hongaarse delegatie bij de daaropvolgende onderhandelingen die leidden tot de Eerste Scheidsrechterlijke Uitspraak van Wenen. Op 10 december 1938 benoemde premier Béla Imrédy hem tot minister van Buitenlandse Zaken, nadat deze als premier dit ambt eerst zelf had waargenomen.
Als buitenlandminister leidde Csáky in 1940 de onderhandelingen tot de Tweede Scheidsrechterlijke Uitspraak van Wenen, waarbij enkele gebieden die door het Verdrag van Trianon aan Hongarije verloren waren gegaan, terug aan het land werden toegezegd. Ook de toetreding van Hongarije tot het Driemogendhedenpact viel onder zijn ambtsperiode. Op 17 december 1940 ondertekende hij op aansporing van Duitsland een vriendschapsverdrag met Joegoslavië, dat Hongarije door zijn invasie aan de zijde van Duitsland al gauw zou verbreken. Dit maakte Csáky zelf echter niet meer mee, aangezien hij in januari 1941 stierf aan een zware ziekte.
Sinds 14 maart 1940 was hij getrouwd met gravin Anna Chorinsky.